# Трисель
Трисель (англ. trysail) — морское многозначное понятие, которое может обозначать:
- Косой трёхугольный или четырёхугольный[1] парус.[5] следующих разновидностей:
  - основные паруса на судах с косым парусным вооружением, ставящиеся позади мачты;
  - дополнительные паруса на судах с основным прямым парусным вооружением, ставящиеся позади мачты;[6]
  - штормовые паруса на яхтах (подробнее — см. ниже).
- Часть рангоута — дерево, расположенное вертикально позади мачты, по которому поднимается и опускается гафель[7] (маленькая мачта, которая расположена рядом с грот-мачтой, в корме от неё[8] или прикрепляемая на больших судах к настоящей[1]) — трисель-мачта, которая иногда также называется сноу-мачтой[8] (в зависимости от основной мачты, к которой прикрепляется трисель-мачта, она именуется фор-трисель-мачта, грот-трисель-мачта, бизань-трисель-мачта[9]).

## Гафельный трисель
Гафельный трисель является основным парусом на гафельных шхунах и других парусных судах с гафельным парусным вооружением.
Также гафельным триселем называется дополнительный косой четырёхугольный парус, ставящийся на судах с основным прямым парусным вооружением сзади главной мачты с помощью гафеля — наклонного рангоутного дерева, поднимаемого по мачте и упирающегося в неё одним концом.
Отличительной особенностью любого гафельного триселя является наличие уже упомянутого гафеля, в связи с которым он именуется гаф-триселем или трисель-гафелем. Также гафельный трисель часто именуется просто триселем.
В зависимости от того, на какой мачте находится гафельный трисель, его полное наименование звучит как грота-гаф-трисель (грот-гаф-трисель), либо как грот-трисель-гафель, фор-трисель-гафель и т.д.
Уточнения «гаф-» и «-гафель» часто опускаются и паруса могут называться грот-трисель (грота-трисель), фор-трисель, бизань-трисель. А при порядке наименования, когда наименования оканчивается на «-трисель-гафель», уточнение «трисель» также может опускаться, и тогда паруса могут именоваться как фор-гафель, бизань-гафель и тому подобное.
На судах только с косым гафельным вооружением (или на судах с основным прямым парусным вооружением при отсутствии прямой бизани на бизань-мачте) трисели вообще могут просто именоваться фок, грот и бизань.
|  |                                                                               |                                                                                                   |  |                                                 |                                                    |                                        |
|  | Рис. 1. Гафельный трисель                                                     | Рис. 1. Гафельный трисель                                                                         |  | Рис. 2. Гафельный трисель со слаблинем          | Рис. 2. Гафельный трисель со слаблинем             | Рис. 2. Гафельный трисель со слаблинем |
|  | На схеме: 1. Мачта 2. Гафель 3. Нок гафеля 4. Пятка гафеля 5. Гик 6. Нок гика | 7. Пятка гика 8. Усы 9. Бейфут 10. Собственно трисель 11. Шпрюйт 12. Дирик-фал 13. Гафель-гардель |  | На схеме: 1. Гик 2. Гафель 3. Мачта 4. Слаблинь | 5. Шпрюйт 6. Дирик-фал 7. Гафель-гардель 8. Бейфут |                                        |

Гафельный трисель представляет собой косой четырёхугольный парус, имеющий форму неправильной трапеции (№10 на рис.1). Нижней шкаториной (кромкой) трисель крепится (пришнуровывается) к гику (№5 на рис.1), верхней шкаториной — к гафелю (№2 на рис.1), передней — к мачте (трисель-мачте) (№1 на рис.1). Существуют разные способы крепления передней шкаторины триселя к мачте:
- пришнуровывается непосредственно к мачте при помощи слаблиня (№4 на рис.2).
- крепится (привязывается) к раксам, которые ходят по погону[21] (ползунам, скользящим по мачте[10] по закреплённому на ней специальному рельсу[22]),
- к ходящим по мачте деревянным или железным обручам сегарсам[19] (сегерсам[1]).

Пятка гафеля снабжается усами (№8 на рис.1), охватывающими мачту, концы которых стягиваются бейфутом  (№9 на рис.1), позволяя пятке скользить вдоль мачты. Пятка гафеля поднимается до места гафель-гарделью (№13 на рис.1), а необходимый угол наклона придаётся с помощью дирик-фала (№12 на рис.1).
Уборка триселя производится с помощью гитовых снастей, притягивающих середину паруса к мачте и гафелю. Гитов, закреплённый к верхней половине задней шкаторины и подтягивающий заднюю шкаторину к гафелю, называется верхним гитовом, а гитов, закреплённый к нижней половине задней шкаторины и подтягивающий парус к мачте — нижним. Между ними посередине задней шкаторины  крепят гитов, который называется коренным. Верхние гитовы проводят через блоки, установленные под гафелем и его усами (под пяткой гафеля), и далее к основанию мачты, где закрепляют на мачте или нагельной планке. Нижние гитовы проводят через блок, прикреплённый к сегарсу паруса, и далее вниз к нагельной планке или на мачту. Коренные ведут напрямую через блок под усами гафеля, далее вниз и закрепляют там же, где и верхние гитовы.

## Штормовой яхтенный трисель
На яхтах триселем называется  штормовой парус небольшой площади, сшитый из прочной парусины. Трисель ставят вместо грота и поднимают грота-фалом (при бермудском парусном вооружении) или гарделью (при гафельном). Обычно площадь штормового яхтенного триселя составляет не более 20% (17,5%) нормального паруса. В отличие от гафельного, при бермудском парусном вооружении штормовой яхтенный трисель представляет собой косой трёхугольный парус.

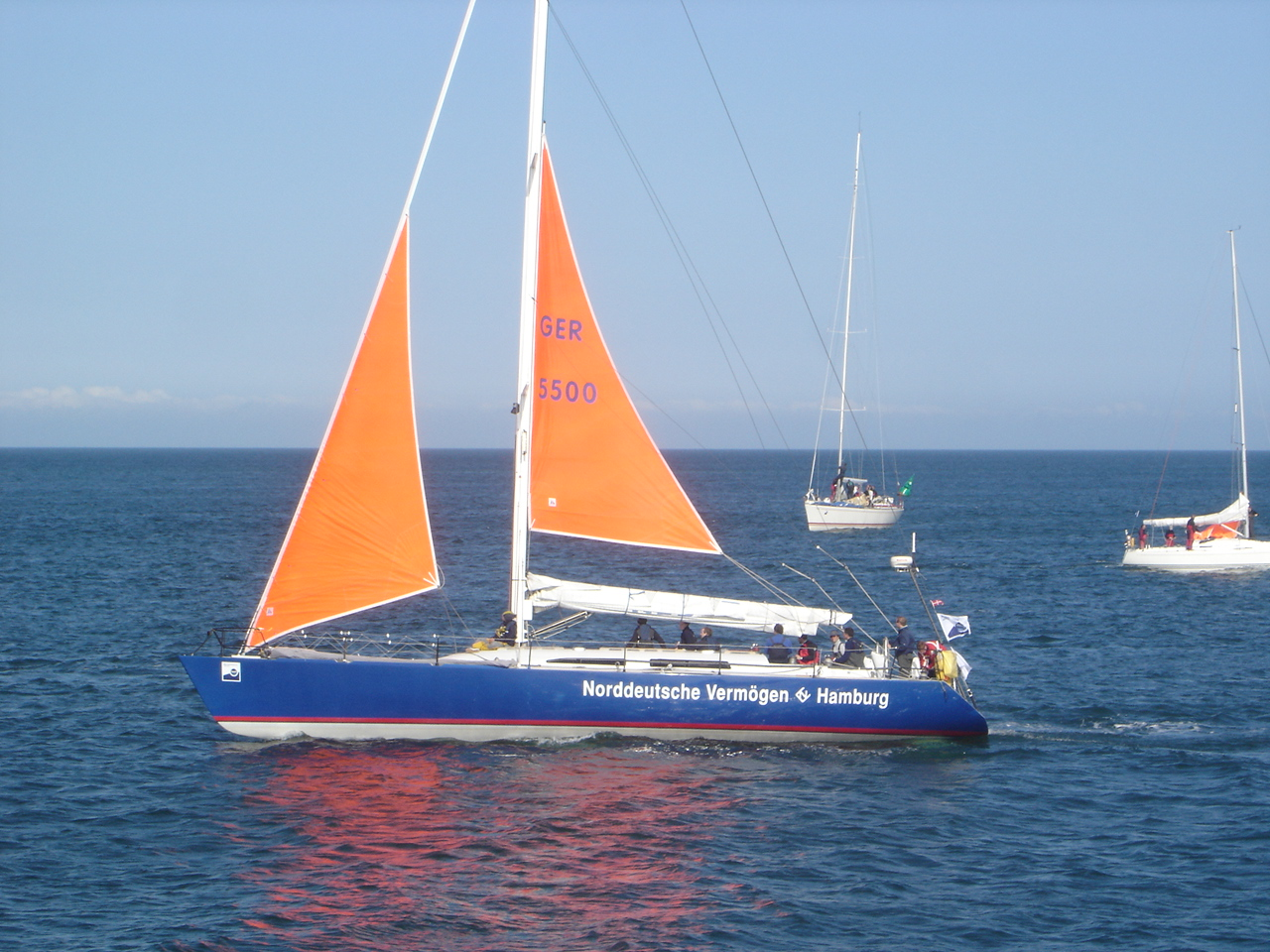
Современная яхта со штормовыми триселями.

Управляется трисель трисель-шкотом, заложенным на шкотовый угол и проведённым на корму яхты таким образом, чтобы линия тяги шкота делила шкотовый угол триселя примерно пополам. Трисель на яхтах не имеет гика (гик закрепляется или снимается с бугеля и укладывается на палубу) и обликовывается по всем шкаторинам.

## Комментарии
1. ↑  Естественно, все только что указанные варианты — в случае размещения на грот-мачте.
2. ↑  При размещении на фок-мачте.
3. ↑  Когда и так ясно, что речь идёт о гафельном триселе (гаф-триселе или трисель-гафеле).
4. ↑  Пример именования парусов на гафельных шхунах фоком, гротом и бизанью — см.[20].
5. ↑  Всё ту же заднюю шкаторину.